# Dibernardia
Dibernardia — рід змій родини полозових (Colubridae). Представники цього роду мешкають в Бразилії, Аргентині і Уругваї. Раніше їх відносили до роду Taeniophallus, однак за результатами дослідження 2022 року вони були переведені до відновленого роду Dibernardia

## Види
Рід Dibernardia нараховує 4 види:
- Dibernardia affinis (Günther, 1858)
- Dibernardia bilineata (Fischer, 1885)
- Dibernardia persimilis (Cope, 1869)
- Dibernardia poecilopogon (Cope, 1863)